# إرلينغ مو
إرلينغ مو (بالنرويجية البوكمول: Erling Moe)‏ هو مدرب كرة قدم ولاعب كرة قدم نرويجي في مركز الدفاع، ولد في 22 يوليو 1970 في مولده في النرويج. لعب مع نادي مولده.